# Municipio de Bowen (condado de Misisipi)
El municipio de Bowen (en inglés: Bowen Township) es un municipio ubicado en el condado de Misisipi en el estado estadounidense de Arkansas. En el año 2010 tenía una población de 4218 habitantes y una densidad poblacional de 44,7 personas por km².

## Geografía
El municipio de Bowen se encuentra ubicado en las coordenadas 35°58′27″N 90°2′44″O / 35.97417, -90.04556. Según la Oficina del Censo de los Estados Unidos, el municipio tiene una superficie total de 94.37 km², de la cual 94,3 km² corresponden a tierra firme y (0,07 %) 0,06 km² es agua.

## Demografía
Según el censo de 2010, había 4218 personas residiendo en el municipio de Bowen. La densidad de población era de 44,7 hab./km². De los 4218 habitantes, el municipio de Bowen estaba compuesto por el 75,23 % blancos, el 19,58 % eran afroamericanos, el 0,5 % eran amerindios, el 0,92 % eran asiáticos, el 1,75 % eran de otras razas y el 2,02 % eran de una mezcla de razas. Del total de la población el 3,7 % eran hispanos o latinos de cualquier raza.